# Rancul (departamento)
Rancul é um departamento da Argentina, localizada na província de La Pampa.